# Ysykköl (oblast)
De oblast Ysykköl, ook geromaniseerd als Ysyk-Köl of Issyk-Kul (Kirgizisch: Ысыккөл областы) is een provincie (oblast) van Kirgizië en wordt ook wel oblast Karakol genoemd. De oblast is genoemd naar het Issyk Koelmeer. Het gebied heeft een oppervlakte van iets meer dan 43.000 km², waarmee het net iets groter is dan Nederland.
Het gebied werd gevormd in 1939 en werd in 1959 samengevoegd met de regio Tiensjan. In 1973 werd de provincie definitief afgesplitst van Tiensjan (huidige oblast Naryn) en kreeg het de huidige vorm.

## Geografie
De oblast grenst binnen Kirgizië in het westen en zuiden aan de oblast Tsjoej en de oblast Naryn en buiten Kirgizië in het noorden aan de Kazachse provincie Almaty en in het oosten aan de Chinese autonome regio Xinjiang, het voormalige Oost-Turkestan.
Het gebied ligt in de centrale Tian Shan, dat onder andere door Noord-Kirgizië loopt. De belangrijkste bergketens van dit gebergte zijn de Terskey Ala-Too en de Ak-Shiyrak. Ook liggen in dit gebergte de hoogste bergpieken van het land en de Tian Shan: de Pobeda ("overwinning") (7439 meter) en de Khan-Tengri (op de grens met Kazachstan, 6995) en ontspringt hier de rivier de Naryn, een van de bronrivieren van de Syr Darja. In de gebergtes liggen meer dan 560 gletsjers, zoals de Inylchekgletsjer. Deze zorgen voor de aanvoer van vers water voor bijvoorbeeld het Aralmeer en de valleien van Fergana en het Tarimbekken.
Ook liggen er hete mineraalwaterbronnen in de gebergtes.

### Klimaat
Het gebied wordt gekenmerkt door het meer, wat ervoor zorgt dat er meerdere klimaten heersen. De volgende klimaten komen er voor op verschillende plaatsen:
- woestijnklimaat
- steppeklimaat
- hooggebergteklimaat
- vochtig maritiem klimaat
- vochtig continentaal klimaat.

De temperatuur in het gebied varieert van -5 °C in de winter tot 25-28 °C in de zomer. Het weerstation bij de Inylchekgletsjer heeft echter ook temperaturen gemeten van -50 °C. Rond het meer is het echter koeler, door de hogere ligging. Het water van het meer warmt de luchttemperatuur daar op met gemiddeld 10 °C.

### Het Issyk Koelmeer
Vijftien procent van het grondgebied van de oblast wordt in beslag genomen door het Issyk Koelmeer, waaraan de oblast zijn naam dankt. Deze naam betekent heet meer, een verwijzing naar het feit dat dit meer nooit bevriest, zelfs niet in de winter. Deze "Parel van Kirgizië" is het op een na grootste bergmeer ter wereld.

## Ruïnes
In het gebied liggen een aantal ruïnes van oude steden van de Zijderoute tot 6000 jaar oud. Deze werden vernietigd door de Mongoolse invallen van de legers van Dzjengis Khan. Een aantal van deze steden dateert uit de cultuur der Saken en de Wusun van de 1e eeuw v.Chr. en ligt op de bodem van het Issyk Koelmeer. Er zijn al verscheidene tochten ondernomen naar de bodem van dit meer door onder andere Russische wetenschappers (toen Kirgizië deel uitmaakte van de Sovjet-Unie als de Kirgizische SSR), om meer te weten te komen over deze beschaving. 
De belangrijkste vondst werd echter gedaan in het Kazachse dorpje Esik, waar de grafheuvel van Esik, het graf van een 17- tot 18 jaar oude man werd gevonden. Deze had een prachtig versierde mantel aan en wordt ook wel de "gouden man" genoemd. Ook lagen er onder andere meer dan 4000 gouden decoraties in zijn graf. Het graf wordt gedateerd op ergens tussen de 3e en de 4e eeuw v.Chr.

## Economie
In 2002 was de economie als volgt verdeeld:
- landbouw: 55%
- diensten: 37%
- industrie: 8%

De economie is nog sterk op de landbouw gericht, maar deze neemt langzaam af. De dienstensector is langzaam bezig te groeien. Het bruto Regionaal Product (BRP) bedroeg in 2002 6,6 miljard som (ongeveer 175 miljoen dollar). Per hoofd van de bevolking bedroeg het BRP ongeveer 333,33 dollar (gemiddeld in Kirgizië ongeveer 320 dollar). Hiernaast zorgde de Kumtor-goudmijn voor nog eens 1,7 miljard som aan BRP.
De regionale overheid heeft in samenwerking met de Japanse coöperatie JICA in 2004 een aantal toekomstscenario's geschetst voor de speciale ontwikkelingszone rond het meer die moeten helpen om de ontwikkeling van het gebied te versterken.
Een zwak punt van de provincie is de weinige goede infrastructuur en de slechte bereikbaarheid vanuit andere delen van het land.

### Landbouw
De landbouw in de provincie richt zich vooral op tarwe, gerst, aardappelen en fruitsoorten zoals meloenen. Ook wordt er veel hennep gekweekt voor de drugsmarkt van de GOS-landen. Verder vindt er veel nomadische veeteelt plaats. Overige sectoren zijn jagen en vissen.

### Diensten
De dienstensector richt zich in toenemende mate op het toerisme. Dit toerisme is in belangrijke mate gericht op het meer. Dit meer werd ook al in de Sovjettijd veel bezocht. Dit waren vooral kuuroordvakanties voor de hogere rangen van de communistische partij. Eerst vooral aan de noordkant van het meer waar de meeste stranden liggen, maar later ook meer aan de zuidzijde. In 1989 stortte een vrachtwagen met cyanide vanaf een brug in het water, wat een vergiftiging van het water en daardoor een grote daling van het aantal toeristen tot gevolg had. 
Tegenwoordig wordt het vooral bezocht door de lokale bevolking van Kirgizië, Siberische Russen, Kazachen en toeristen uit andere Centraal-Aziatische gebieden. Oezbekistan en Kazachstan bezitten beiden een aantal resorts. Het gebied richt zich verder ook toe op andere toeristische activiteiten als bergbeklimmen, trektochten, paardrijden en jachtpartijen. Toerisme is echter nog niet een grote sector. In 2002 maakte het slechts 3,6% uit van het Bruto Regionaal Product. Dit is lager dan het nationaal gemiddelde (4%), maar is hard bezig toe te nemen. Het aantal toeristen steeg van 58.800 in 2000 naar 191.000 in 2003.

### Industrie
De industrie bestaat uit mijnbouw, voedselproductie en de productie van bouwmaterialen en is vooral geconcentreerd in de plaatsen Karakol en Balyktsjy. De laatste stad heeft tevens een treinverbinding met Kazachstan. Er zijn plannen voor het doortrekken van deze spoorlijn naar de Chinese autonome regio Xinjiang.
De mijnbouw bevat onder andere een van de grootste goudmijnen ter wereld, de Koemtor-goudmijn. Het gelijknamige bedrijf dat deze goudmijn exploiteert, zorgde in 1998 voor bijna 40% van de nationale industriële productie en 50% van de export van Kirgizië.
Er wordt ook een nieuwe mijn geopend waar tin en wolfraam zal worden gedolven voor de grondstoffenmarkt van de GOS-landen.
De voedselproductie richt zich vooral toe op de productie en verwerking van melk, groentes, wijn en andere alcoholische dranken voor de markten van Kirgizië, Kazachstan, de Russische republiek Altaj, Siberië en het Russische Verre Oosten.

## Bestuurlijke indeling
De oblast bestaat uit zeven delen: 2 steden en 5 rayons (inwoners op 1/1/2015):
- Karakol (Каракол), de hoofdstad (73.000);
- Balykchy (Балыкчи), een stad (45.700);
- Ak-Suu (Ак-Суу) (66.000);
- Jeti-Ögüz (Жети-Өгүз ) (86.700);
- Ysyk-Köl (Ысык-Көл) (79.200);
- Tong (Тоң) (51.300);
- Tüp (Түп) (62.000).

## Demografie
De bevolking bestaat voornamelijk uit Kirgiezen (79%) en uit Russen (13%). In totaal wonen er ongeveer 70 verschillende nationaliteiten in de provincie. De bevolking groeide van 1997 tot 2002 met gemiddeld 0,4% per jaar. Dit lage groeicijfer wordt mede veroorzaakt door de emigratie van Russen, Duitsers en andere nationaliteiten uit de provincie en het land door de slechte sociaaleconomische omstandigheden.
De provincie woont nog steeds voor het grootste gedeelte op het platteland; 29,1% woont in de steden en 70,9% woont in rurale gebieden. Ten opzichte van 1959, toen de eerste census in het gebied werd gehouden, is dit een stijging van slechts 3,5%. Ten opzichte van 1989 (laatste census in Sovjettijd) is dit zelfs een daling van 2,9%.
De bevolking is relatief hooggeschoold, mede door het goede onderwijssysteem dat werd opgezet in de tijd van de Sovjet-Unie. De laatste jaren is er echter sprake van een daling in het aantal leerlingen in het onderwijs. In 1989 ging nog 65% van de kinderen naar het voortgezet onderwijs, in 2002 was dit teruggelopen tot onder de 50%. Deze en andere dalingen zijn mede het gevolg van het teruggelopen overheidsbudget voor het onderwijs in de provincie in de jaren 90.
Ook de gezondheid van de bevolking staat onder druk door onder andere een teruggelopen budget voor de gezondheidszorg. Ook hier geldt dat tijdens de Sovjetperiode veel sociale infrastructuur als ziekenhuizen e.d. is aangelegd. Het aantal inwoners per dokter bedraagt 415 en het aantal bedden in ziekenhuizen en medische hulpposten bedraagt 1335.
Bij de jeugd is net als in andere ex-Sovjetgebieden sprake van een toename van onveilig seksueel gedrag en het gebruik van drugs. De kans op werkloosheid en een toename in het alcohol- en drugsgebruik is groter dan voor 1990.

## Flora en fauna en UNESCO
Het gebied heeft een zeer gevarieerde samenstelling van plant- en diersoorten. Het meer en de Tian Shan vormen samen een gemengd berg- en hooglandsysteem, waarbij het meer is geclassificeerd als Ramsar wetland.
In de vrij dunbevolkte gebieden leven veel diersoorten als het marcopoloschaap (Ovis ammon polii), de Siberische steenbok (Capra sibirica) en de bedreigde sneeuwpanter (Uncia uncia). Ook komt de inheemse Isabelbeer (Ursus arctos isabellinus) er voor in de pijnboombossen van de Tian Shan. Hiernaast bevinden zich ook vele vogelsoorten, waaronder de zeldzame Ibissnavel (Ibidorhyncha struthersii), de Indische gans (Anser indicus) en vele overwinteraars.
Om het landschap en de diersoorten te beschermen is de hele provincie in 1998 uitgeroepen tot UNESCO Biosfeer Reservaat. Met steun van onder andere de Duitse overheid wordt sinds 2001 geprobeerd om de lokale bevolking meer bewust te maken van het belang van het goed beheren van het gebied. Hiervoor is onder meer in samenwerking met hen een informatiecentrum opgezet en zijn projecten opgezet ter bevordering van duurzame landbouw en het tegengaan van bodemerosie door overbegrazing van kwetsbare gebieden.

## Bestuur en machtswisselingen
De oblast heeft sinds 2003 5 gouverneurs gehad:
- tot 10 december 2003 - Emilbek Anapijajev - vervolgens door president Askar Akajev aangesteld als speciale vertegenwoordiger voor de ontwikkeling van de ontwikkelingszone voor een vakantieresort in de oblast, maar werd op 14 mei 2004 alweer ontslagen door Akajev vanwege fraude met regeringsgelden.[2]
- 10 december 2003 - 28 maart 2005 - Tokon Sjailijeva - werd aangesteld op 10 december 2003[3] en was de eerste vrouw in Kirgizië die dit ambt bekleedde. Sjailijeva was daarvoor hoofd van de vrouwenpartij van Kirgizië
- 28 maart 2005 - 18 april 2005 - Isjenbai Moldotasjev[4] - gedurende twee week interim-gouverneur[5]
- 18 april 2005 - 24 november 2006 - Esengul Omuralijev - ontslagen door president Koermanbek Bakijev[6]
- 24 november 2006 - nu - Kydykbek Isajev